# Stenopogon macswaini
Stenopogon macswaini là một loài ruồi trong họ Asilidae. Stenopogon macswaini được Wilcox miêu tả năm 1971. Loài này phân bố ở vùng Tân Bắc giới.